# Gérald Dahan
Gérald Berthelot, de son nom de scène, Gérald Dahan, né le 17 mai 1973 à Cognac en Charente, est un humoriste, imitateur, animateur de radio et acteur français.
Il s'est notamment illustré dans les canulars téléphoniques en piégeant des personnalités du monde politique ou médiatique français.

## Biographie

### Enfance, formation et débuts
Gérald Berthelot est originaire de Cognac. Dès l'âge de quatre ans, ce fils de commerçants s’amuse à imiter son entourage. Il remporte à l'âge de douze ans le titre du « Plus jeune imitateur de France » au championnat de France de la ville d’Angoulême.
À seize ans, il quitte sa ville natale pour faire ses premiers pas sur scène, sous le nom de scène de Gérald Dahan (en hommage à sa tante maternelle, Émilie Dahan, décédée et fan de la première heure), et va se produire dans des cabarets parisiens. En 1992, il obtient le prix du « Meilleur jeune comique de l’année » à la salle de music-hall de Bobino.

### Carrière

#### Télévision, théâtre et cinéma

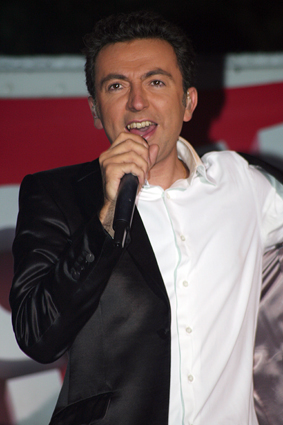
Gérald Dahan en novembre 2007.

En 1993, Gérald Dahan débute à la télévision dans la série d'émission pour la jeunesse les Minikeums sur France 3 où il enregistre la majorité des voix masculines des marionnettes jusqu'en 1998 où il est remplacé par Didier Gustin.
En 1998 et en 1999, il participe à plusieurs reprises à l’émission de Michel Drucker, Vivement dimanche, sur France 2 avec sa troupe « Les 6 Clones », et présente des bêtisiers de fin d’année en première partie de soirée sur France 3.
En 2001, il obtient le « Prix du spectacle événement » lors du Festival Juste pour rire à Montréal.
En 2005, il monte sur la scène du Casino de Paris avec L’imposteur, puis présente un  spectacle de music-hall intitulé Érection Présidentielle, deux ans plus tard au Théâtre du Gymnase Marie Bell.
En 2006, il crée sa propre émission de télévision, et présente le 12 septembre 2006 sur France 3 Les missions de Gérald Dahan, basée sur un concept original.
En 2008, il s'illustre au Théâtre Déjazet avec le spectacle intitulé Sarkoland, apprécié par le public qui aime son côté « no limit » ; Dahan voit dans l'imitation une « comédie à l’état pur », privilégiant l'aspect politique dans ses imitations. Son dernier spectacle, un one man show intitulé Gentleman Usurpateur, est joué au cabaret la Nouvelle Ève à Paris du 30 octobre au 3 novembre 2012, puis au Capitole à Avignon en 2013.
En tant que comédien, Gérald Dahan fait plusieurs apparitions en 2012 dans la série Plus belle la vie sur France 3 ; on peut le voir également au cinéma en 2001 dans le film La Boîte, réalisé par Claude Zidi et en 2005 dans le téléfilm de Fabrice Michelin et Amar Arhab, La famille Zappon,.

#### Activité à la radio
De 1993 à 2000, Gérald Dahan fait partie pendant sept années de la bande à Ruquier aux côtés de Laurent Ruquier dans l'émission de radio Rien à cirer sur France Inter. À partir de 2003, il devient animateur de radio sur la station Rire et Chansons, jusqu'en 2005, date de son premier licenciement par cette radio (voir plus bas).
À l'été 2009, il écrit, produit et anime, entouré de quatre chroniqueurs, une émission radiophonique quotidienne d’une heure intitulée La Bande à Dahan sur Radio Star en direct pendant le Festival d’Avignon. À l'été 2010, il conçoit et anime une émission radiophonique intitulée Parlez-moi d’humour, qui parle de l’histoire de l’humour des années 1940 à nos jours, sous une forme narrative d’abécédaire et avec en illustration des extraits des plus grands sketchs des protagonistes de cette période.
Du 9 septembre au 28 octobre 2010, Gérald Dahan fait un passage éclair dans la matinale de France Inter ; il y anime une chronique, diffusée également sur Dailymotion, intitulée « Le billet de Gérald Dahan », dans laquelle il incarne, face au véritable invité politique de la matinale de la radio, une personnalité imitée. Le 29 octobre 2010, il est remercié par Philippe Val, le directeur de l'antenne de France Inter, quelques semaines après l'éviction des humoristes Stéphane Guillon et Didier Porte, intervenue en juin 2010. Une polémique fait suite à cette éviction : la direction de l'antenne invoque un manque de talent, mais l'humoriste avance quant à lui des raisons politiques, ayant été remercié après une chronique critique envers la politique du gouvernement en place, en particulier celle de la ministre de la Justice Michèle Alliot-Marie, présente dans le studio lors de ladite chronique.
Après avoir été licencié de la station de radio Rire et Chansons une première fois en 2005, et après quelque 140 canulars téléphoniques faits à des personnalités, l'imitateur revient sur Rire et Chansons en octobre 2011 et présente tous les jours en direct une chronique intitulée « Pour 2012, Dahan donne sa voix à rire et chansons ». Il est à nouveau licencié le 22 février 2012, à la suite d'un canular téléphonique où il se fait passer pour l'ancien footballeur Éric Cantona auprès de Nicolas Dupont-Aignan, qui tient des propos durs envers Nicolas Sarkozy. La station de radio décide de censurer le canular de Dahan et lui ferme ses portes.
Le 19 mars 2012, il reprend sur l'antenne de Sud Radio, chaque matin à 8 h 30, pour une revue de presse satirique et des canulars.

### FestivalRire et Rockà Cognac en 2010
L'humoriste organise ce festival avec la ville de Cognac et le soutien du maire de l'époque Michel Gourinchas. Selon la Charente Libre, le festival connaît un succès populaire, et engendre un déficit de 120 à 200 000 euros que Gérald Dahan affirme à plusieurs reprises vouloir combler avec ses deniers propres.Une deuxième édition est envisagée un temps mais finalement annulée en février 2011 faute de l'accord de la mairie. Le journal Sud-Ouest revient sur le déficit de 100 000 euros de ce festival à l'occasion de la polémique déclenchée par un article dans Mediapart.

### Engagements politiques
Ancien adhérent au Parti socialiste, Gérald Dahan apporte son soutien à François Hollande, le candidat socialiste de l'élection présidentielle de 2012 et participe à plusieurs meetings politiques aux côtés du candidat.
En 2014, il est membre du comité de soutien à la candidature d'Anne Hidalgo à la mairie de Paris.
En amont de l'élection présidentielle de 2017, il exprime son soutien à La France insoumise de Jean-Luc Mélenchon, déclarant « S'ils sont soumis, les hommes sont des sujets, alors que s'ils sont insoumis, les hommes deviennent des citoyens ». Il est candidat de la France insoumise aux élections législatives de 2017, dans la 10e circonscription des Hauts-de-Seine,. Il est battu au premier tour avec 8,31 % des voix, terminant en 3e position derrière Jérémy Coste de l'Union des démocrates et indépendants (20,58 %) et Gabriel Attal de La République en marche (44,04 %).
En 2019, il apporte son soutien à la liste de La France insoumise pour les élections européennes.
Le 22 avril 2022, le comité électoral de La France insoumise le déclare à nouveau candidat aux élections législatives, cette fois-ci dans la 3e circonscription de la Charente-Maritime. Il y est investi à la dernière minute dans le cadre de la Nouvelle Union populaire écologique et sociale (Nupes), pour remplacer Remy Catrou s'avérant condamné à 6 mois l'inéligibilité. 
Malgré une entrée en campagne tardive, il arrive en troisième position derrière les candidats de Ensemble et du Rassemblement national avec 21,07 % des suffrages. Il ne participe pas au second tour, n’ayant pas franchi la barre des 12,50 % des voix inscrites permettant une triangulaire, mais à 506 voix seulement de la deuxième place sur 42 205 suffrages exprimés.
Lors des élections législatives anticipées de 2024, il n'est pas investi candidat du Nouveau Front populaire, au profit de Fabrice Barusseau (PS). Il décide de se présenter sans cette étiquette mais est éliminé dès le premier tour, arrivant dernier avec 1,05 % des voix,.

## Affaires judiciaires
La SAS Trognes Compagnie, dont il était le président, a été condamnée pour non-respect du droit du travail en 2019 par le conseil des prud'hommes de Paris. Cette société n'aurait payé qu'une faible partie des prestations dues à un trio d’artistes se produisant au bateau-spectacle Le Nez Rouge, situé dans le 19e arrondissement de Paris, que Gérald Dahan a acheté en 2016. La société de production dont il était le président a été condamnée à verser environ 27 000 euros de salaires impayés et dommages-intérêts à trois musiciens. Ceux-ci ont également accusé l'humoriste d'avoir déposé le nom de leur groupe sans leur accord auprès de l'Inpi. Gérald Dahan s'est défendu de ces attaques en arguant qu'il était l'auteur du nom du groupe et qu'en tant que producteur, il était d'usage d'être propriétaire d'un nom susceptible de devenir une marque. Par ailleurs, la société de production n'aurait pas respecté plusieurs clauses de leur contrat prévoyant le tournage d'une web-série et la production d'un album. Gérald Dahan aurait interdit l'utilisation des enregistrements, offrant cependant aux musiciens de les lui acheter "au montant qu'ils pouvaient lui donner", en dédommagement des sommes qu'il avait engagées pour les réaliser. Gérald Dahan a fait appel de la décision du conseil des prud'hommes, estimant qu'il avait fait une erreur d'appréciation, et qu'il « ne connaissait pas le système des intermittents ». 
En 2021, il avait également fait l'objet d'une plainte de Thierry Neyraud pour escroquerie et abus de confiance concernant la vente du Nez Rouge, classée sans suite. Après que la promesse de vente a été signée avec les acquéreurs, il n'aurait pas fourni à ces derniers les documents, comme des bilans comptables, leur permettant de constituer des dossiers pour des emprunts auprès de plusieurs banques. Ces allégations ce sont révélées fausses et Thierry Neyraud finira par le menacer de mort avec un révolver chargé lors d'un de spectacles. Thierry Neyraud, connu par les services de police pour « faits de violence volontaire avec usage ou menace d'une arme en 2003 », sera condamné par le tribunal correctionnel de Nîmes à « un emprisonnement délictuel de six mois assorti d'un sursis probatoire de 2 ans ainsi qu'une soumission à s'abstenir de paraître sur les lieux de travail » de Gérald Dahan.
Condamné pour dénonciation calomnieuse à l'encontre d'un ancien collègue de Rire et Chansons qui l'aurait traité de « sale juif » et de « petit pédé », il ne s'est pas acquitté de sa peine de 1 000 euros de dommages-intérêts au motif suivant prononcé par son avocat, Maître Harroch : « Au regard du montant astronomique demandé par M. Dahbar et de la modicité de la somme accordée par la justice, mon client s'est dit : M. Dahbar va laisser tomber. Maintenant, s'il nous fait une demande officielle, Gérald Dahan est tout à fait posé à régler la somme. »

## Canulars téléphoniques
Gérald Dahan s'est notamment illustré dans les canulars téléphoniques en piégeant des personnalités du monde politique ou médiatique français.
Le 6 mai 2003, Gérald Dahan parvient à piéger au téléphone le premier ministre Jean-Pierre Raffarin, alors en fonction, en se faisant passer pour le ministre de la Santé Philippe Douste-Blazy, lui disant avoir été photographié dans des circonstances gênantes au bois de Boulogne. Matignon intervient par la suite auprès de la maison-mère de la radio Rire et Chansons (NRJ Group) pour empêcher la rediffusion du sketch et confisquer la bande magnétique.
En avril 2004, Gérald Dahan se fait passer pour Nicolas Sarkozy et réussit à joindre l'homme politique Adrien Zeller pour lui proposer un poste de secrétaire d’État dans le nouveau gouvernement. Ne se doutant pas qu'il était la cible d'un canular, ce dernier décline l'offre du vrai-faux Sarkozy, avant de se livrer à une critique en règle de Jean-Pierre Raffarin et de lui donner des conseils pour la constitution du nouveau gouvernement.
Le 7 septembre 2005, se faisant passer pour le président de la République Jacques Chirac, alors en fonction, il parvient à convaincre par téléphone l'entraineur de l'équipe de France de football Raymond Domenech ainsi que le capitaine de l'équipe de France Zinédine Zidane et ses coéquipiers, de mettre la main sur le cœur, en signe de soutien au président hospitalisé, lors de la diffusion de l'hymne La Marseillaise avant le match de qualification pour la Coupe du monde de football de 2006 entre la France et la république d'Irlande. Il parvient également à convaincre Raymond Domenech de sélectionner Lilian Thuram, pourtant blessé, qui participe à l'ensemble du match et se retrouve impliqué dans le but donnant la victoire à l'équipe de France et la qualifiant pour le Mondial.
En septembre 2005, il lance un défi à Nicolas Sarkozy, alors ministre de l'Économie en exercice, de le piéger en moins de quinze jours ; il réussit son pari en se faisant passer pour le comédien Pierre Palmade, ami de Sarkozy, lui demandant d'envoyer des fleurs à la comédienne Isabelle Mergault, accompagnés d'un mot d'encouragement,. Par la suite, la régie publicitaire de France Télévisions renonce à diffuser la publicité pour le DVD de son spectacle intitulé Sarkoland, où figure une caricature de Sarkozy signée par le dessinateur satirique Cabu, après un avis négatif de l’Autorité de régulation professionnelle de la publicité.
En 2006, il piège le producteur de spectacles Dove Attia en se faisant passer pour l'acteur Patrick Bruel, l'encourageant, en tant que membre du jury de l'émission la Nouvelle Star, à lui révéler involontairement quelques-unes des coulisses du show-biz, et l'influence sur les votes en faveur de Christophe Willem ; Attia lui révèle notamment « On sait comment faire pour le vote de toute façon. Dès qu'on le sent en danger [le vote], on sait quoi dire pour que ça rattrape ».
En octobre 2006, le préfet du Val-de-Marne, Bernard Tomasini, ainsi que trois autres personnalités politiques impliquées dans l'affaire des expulsés de Cachan, se font piéger par Gérald Dahan, qui se fait passer pour l'homme politique Philippe de Villiers, président du Mouvement pour la France et député européen. Au cours de la discussion, l'humoriste-usurpateur demande à Tomasini de l'éclairer sur la situation des expulsés, retranchés dans un gymnase de cette commune depuis le 18 août 2006.
En janvier 2007, il piège, avec la voix de Jean Charest, le Premier ministre du Québec, la socialiste Ségolène Royal lors de la campagne pour l'élection présidentielle de 2007, à propos du dérapage de l'élue sur la souveraineté nationale et le cas de la Corse. L'équipe de Ségolène Royal accuse ensuite l'humoriste d'avoir agi pour favoriser l'UMP et Nicolas Sarkozy. À la suite de cette affaire, le journal Entrevue renvoie Gérald Dahan.
En décembre 2007, en tournée aux Antilles, Gérald Dahan en profite pour piéger, avec la voix de Nicolas Sarkozy, le président PS de la Région Guadeloupe, Victorin Lurel, député et ancien porte-parole de la campagne présidentielle de Ségolène Royal. La conversation se révèle un véritable échange de bonnes intentions entre le président de la République nouvellement élu et Victorin Lurel.
 Cherchant pour sa part à joindre le président de la République pour plaider la cause de Patrick Karam, fraîchement démissionnaire de son poste de Délégué interministériel pour l’égalité des chances des Français d'outre-mer, Victorin Lurel se voit proposer par Gerald Dahan une mission (imaginaire) de coopération régionale sur la zone Caraïbes, directement rattachée au ministère des Affaires étrangères dirigé par Bernard Kouchner, faisant ainsi croire à Victorin Lurel qu'il devient un nouveau contact de l’ouverture. Lurel se montre particulièrement réceptif à cette proposition,.
Le 14 juin 2012, Gérald Dahan appelle la députée Nadine Morano en se faisant passer pour le vice-président du Front national, Louis Aliot. La députée, alors candidate à sa réélection au second tour de l'élection législative de 2012, dans le cadre d'une triangulaire UMP-PS-FN, déclare notamment que « Marine Le Pen a beaucoup de talent » et que « les socialistes vont nous foutre la France dans une merde comme jamais. Parce que la droite et la gauche, c'est pas pareil ! Ils vont nous mettre le droit de vote des étrangers, vous vous rendez compte ? J'ai pas [sic] envie que ça devienne le Liban chez moi ! ». Elle déclare également qu'Étienne Mourrut, le député sortant du Gard qui s'interrogeait quant à sa présence au second tour, s'est maintenu à la demande de François Fillon. À la suite du canular, Morano a annoncé qu'elle porterait plainte contre l'humoriste.
Au début de mai 2013, une semaine après la polémique sur les 500 000 euros reçus par Claude Guéant, ancien conseiller spécial et ministre de l’Intérieur du président Nicolas Sarkozy, pour une vente de tableaux dont le montant fait jaser, l'humoriste se fait passer pour Manuel Valls, alors ministre de l'Intérieur en exercice, dans un canular orchestré par Le Canard enchaîné, afin de recueillir l'impression de Claude Guéant et du député Patrick Devedjian. Ce dernier, tombant dans le panneau, se dit « sûr » que la somme ne provient pas de la vente des tableaux.
Le 1er avril 2014, se faisant encore passer pour Manuel Valls, devenu Premier ministre, l'humoriste propose au député Olivier Falorni le poste de secrétaire d’État à la Famille, sous la tutelle de Ségolène Royal, sa rivale politique, qu'il a battue pour le mandat de député de la 1re circonscription de la Charente-Maritime lors des élections législatives de juin 2012. Falorni accepte le poste, disant que « Si Ségolène est à l’Éducation, ça sera ingérable […], J'y suis prêt mais je ne veux pas vivre un enfer […] », poursuit Olivier Falorni ; « Je suis loyal, je respecte la hiérarchie, mais je ne veux pas me faire humilier. Je ne l'accepterai pas. Je ne veux pas vivre un calvaire et être le paillasson de Ségolène ! »

## Spectacles
- 2008 : Sarkoland, au Théâtre Déjazet, puis en tournée d'été dans toute la France.
- 2009 : De droite à Gauche, au Casino de Paris.
- 2012 - 2013 : Gentleman Usurpateur, au cabaret la Nouvelle Ève à Paris et au Capitole à Avignon[7].
- 2015 : Gérald Dahan tombe les masques, à  l'Olympia et au Théâtre Le Petit Montparnasse à Paris[49].
- 2016 : La Surprise, comédie de Pierre Sauvil, mise en scène par Jean Pierre Dravel et Olivier Macé.
- 2017 : Dahan Présidents, à Paris au Nez-Rouge et en tournée dans toute la France[50].
- 2018 : Duo Alexi/Dahan, Vocal Combat, Bateau Théâtre Le Nez Rouge, à Paris

## Bilan médiatique

### Parcours en radio
- 1993-2000 : collaborateur de Rien à cirer sur France Inter avec Laurent Ruquier
- 2003-2012 : auteur de Canulars téléphoniques sur Rire et Chansons

### À la télévision
- 1993-1998[4] : Les Minikeums sur France 3 : enregistrement des voix de plusieurs marionnettes (Coco, Nag, Jojo, Bernard, Gégé, etc.).
- Vivement dimanche avec Michel Drucker.
- 12 septembre 2006 Les missions de Gérald Dahan, France 3 ;
- Messmer Drôlement Mystérieux, sur la chaine TVA au Québec[Quand ?], avec l'hypnotiseur Messmer. Gérald Dahan se fait piéger par le fascinateur québécois. Il est alors transporté, sous hypnose, dans une brouette, pour finalement faire une imitation du vice-premier ministre du Québec Jean Charest.

## Filmographie

### Cinéma
- 2001 : La Boîte de Claude Zidi : Monsieur Propre
- 2017 : Satire dans la campagne de Marc Large et Maxime Carsel : dans son propre rôle

### Télévision
- 2005 : La Famille Zappon, téléfilm de Fabrice Michelin et Amar Arhab : Florian Soyan
- 2012 : Plus belle la vie réalisé par Philippe Carrese : Germain Lamy (prime Coup de feu pour Barbara)

## Personnalités imitées
- Hommes politiques : Louis Aliot, Édouard Balladur, François Baroin, Bernard-Henri Lévy, Xavier Bertrand, Olivier Besancenot, Éric Besson, Jean-Louis Borloo, José Bové, François Chérèque, Jean-Pierre Chevènement, Jacques Chirac, Daniel Cohn-Bendit, Dominique de Villepin, Philippe de Villiers, Philippe Douste-Blazy, François Hollande, Eva Joly, Lionel Jospin, Alain Juppé, Bernard Kouchner, Jack Lang, Jean-Marie Le Pen, Frédéric Mitterrand, Barack Obama, Charles Pasqua, Jean-Pierre Raffarin, Nicolas Sarkozy, Bernard Thibault, Manuel Valls, Nadine Morano.
- Personnalités de la télévision et de la radio : Nikos Aliagas, Thierry Ardisson, Arthur, Jean-Michel Aphatie, Pierre Bellemare, Stéphane Bern, Allain Bougrain-Dubourg, Philippe Bouvard, Laurent Boyer, Michel Chevalet, Julien Courbet, Antoine de Caunes, Christophe Dechavanne, Jean-Luc Delarue, Guillaume Durand, Marc-Olivier Fogiel, Jean-Pierre Foucault, Gérard Holtz, Nicolas Hulot, Julien Lepers, Daniela Lumbroso, Gérard Miller, Nagui, Jean-Claude Narcy, Éric Naulleau, Jean-Luc Reichmann, Philippe Risoli, Thierry Roland, Patrick Sébastien, Pierre Tchernia, Éric Zemmour.
- Sportifs : Philippe Candeloro, Éric Cantona, Didier Deschamps, Raymond Domenech, Jean-Michel Larqué, Henri Leconte, Yannick Noah, Alain Prost, Zinédine Zidane
- Acteurs : Jean-Pierre Bacri, Édouard Baer, Roberto Benigni, Dominique Besnehard, Michel Blanc, Christian Clavier, Gérard Depardieu, Jean Dujardin, Roger Hanin, Francis Huster, Claude Lelouch, Thierry Lhermitte, Fabrice Luchini.
- Chanteurs : Charles Aznavour[51], Didier Barbelivien, Dany Brillant[51], Patrick Bruel[51], Carla Bruni-Sarkozy, Étienne Daho, Dave, Jean-Jacques Goldman, Grand Corps Malade, Johnny Hallyday, Francis Lalanne[51], Bernard Lavilliers, Raphael, Renaud, Dick Rivers[51], Alain Souchon, Tryo, Enrico Macias
- Humoristes : Jean-Marie Bigard, Dany Boon, Chevallier et Laspalès, Jean-François Dérec, Albert Dupontel, Stéphane Guillon, Pierre Palmade, Patrick Timsit.
- Personnalités diverses : Monseigneur Gaillot, Arno Klarsfeld, Paco Rabanne.
- Personnages fictifs : Alf, Daffy Duck, Elmer, Kermit la grenouille, Samy et Scooby-Doo, Titi et Grosminet.

### Sources
- Judith Perrignon, « Méfiez-vous des imitations », Libération,‎ 5 février 2007 (lire en ligne).
- « À propos de Gérald Dahan », sur youhumour
- « La vie de Gérald », sur site officiel de Gérald Dahan.